# Брандермил (Вирџинија)
Брандермил (енгл. Brandermill) насељено је место без административног статуса у америчкој савезној држави Вирџинија.

## Демографија
По попису из 2010. године број становника је 13.173.
| Група             | 2000.    | 2010.          |
| Белци             | 0 (0,0%) | 10.607 (80,5%) |
| Афроамериканци    | 0 (0,0%) | 1.417 (10,8%)  |
| Азијати           | 0 (0,0%) | 448 (3,4%)     |
| Хиспаноамериканци | 0 (0,0%) | 417 (3,2%)     |
| Укупно            | 0        | 13.173         |